# Spilosmylus griseofasciatus
Spilosmylus griseofasciatus is een insect uit de familie watergaasvliegen (Osmylidae), die tot de orde netvleugeligen (Neuroptera) behoort. 
Spilosmylus griseofasciatus is voor het eerst wetenschappelijk beschreven door New in 1986. De soort komt voor in Papoea-Nieuw-Guinea.